# Shimmer (Kommunikationsprotokoll)
Shimmer ist ein Netzwerkprotokoll, das von der IOTA Foundation entwickelt wurde. Es dient als Validierungsnetzwerk, auf dem neue Protokolländerungen getestet und validiert werden, bevor sie in das IOTA-Mainnet integriert werden. Shimmer ist besonders für Anwendungen im Bereich des Internets der Dinge (IoT) geeignet und bietet eine Plattform für die Erprobung und Validierung neuer Technologien.

## Geschichte
Shimmer wurde als Erweiterung und Testnetzwerk 2021 für das IOTA-Protokoll ins Leben gerufen. Es wurde entwickelt, um Innovationen und technologische Weiterentwicklungen schneller voranzutreiben und zu validieren. Die Entwicklung des Shimmer-Netzwerks ist durch mehrere wichtige Meilensteine gekennzeichnet:
- Einführung des Shimmer-Netzwerks (2021): Shimmer wurde als Produktionsnetzwerk ins Leben gerufen, um neue Protokolländerungen und technologische Innovationen zu testen und zu validieren, bevor sie in das IOTA-Mainnet integriert werden.[1]
- Shimmer EVM Testnet (2023): Start des Shimmer EVM Testnets, das die Kompatibilität mit der Ethereum Virtual Machine (EVM) testet und die Grundlage für erweiterte Smart-Contract-Funktionalitäten bildet.[2]
- ShimmerEVM (2023): Offizieller Start von ShimmerEVM, der ersten Anwendungsschicht, die auf dem Shimmer-Netzwerk basiert und erweiterte EVM-Funktionalitäten bietet.[3]
- Integration von Shimmer-Tools (2024): Einführung von Werkzeugen und Infrastruktur, um die Entwicklung und Implementierung auf dem Shimmer-Netzwerk zu unterstützen und zu erleichtern.

## Technische Details

### Architektur
Shimmer nutzt ein Directed-Acyclic-Graph-(DAG)-basiertes Ledger, das die parallele Verarbeitung von Transaktionen ermöglicht. Dies erhöht die Skalierbarkeit des Netzwerkes.
Anstelle einer traditionellen Blockchain-Architektur verwendet Shimmer den Tangle, bei dem jede Transaktion zwei vorherige Transaktionen bestätigt.
Diese Struktur erlaubt gebührenfreie Transaktionen, was besonders für Mikrotransaktionen im IoT-Bereich vorteilhaft ist. Die Sicherheit wird durch die dezentrale Bestätigung jeder Transaktion gewährleistet, was das Netzwerk robuster gegen Angriffe macht. Zudem unterstützt Shimmer native Assets, NFTs mit On-Chain-Daten und benutzerdefinierte Transaktionslogik.
Das ShimmerEVM erweitert die Funktionalität des Netzwerks durch die Kompatibilität mit der Ethereum Virtual Machine (EVM), wodurch Smart Contracts ausgeführt werden können.
Diese Layer-2-Lösung ermöglicht es Entwicklern, komplexe Anwendungen auf der Shimmer-Plattform zu implementieren, ohne die grundlegenden Vorteile der DAG-Architektur zu verlieren.

### Sicherheitsmerkmale
Shimmer bietet robuste Sicherheitsfunktionen wie Ende-zu-Ende-Verschlüsselung, Authentifizierung und Integritätsschutz. Es unterstützt die Programmierung des UTXO-Ledgers mit benutzerdefinierten Skripten, um sichere und komplexe Transaktionen durchzuführen.
Ein UTXO (Unspent Transaction Output) Ledger ist ein Modell zur Verfolgung von Kryptowährungen, das in verschiedenen Blockchain-Netzwerken, einschließlich Bitcoin und Shimmer, verwendet wird. In einem UTXO-basierten System repräsentiert jede Transaktion eine Ausgabe, die entweder ausgegeben oder ungenutzt bleibt. Wenn eine Transaktion getätigt wird, werden die Eingaben aus bestehenden UTXOs entnommen und neue UTXOs als Ausgaben erstellt. Dieses Modell ermöglicht eine effiziente Verfolgung und Verwaltung von Vermögenswerten, da jede Transaktion auf vorherige verweist, ohne das gesamte Kontosystem ändern zu müssen.

## Anwendungsgebiete
Ein Projekt, das auf dem Shimmer-Netzwerk basiert, ist die Integration des Pyth Network auf ShimmerEVM. Das Pyth Network bietet Preis-Orakel, die Echtzeit-Preisdaten für verschiedene Vermögenswerte wie Aktien, Rohstoffe, Devisenpaare und Kryptowährungen bereitstellen. Diese Preis-Feeds können von Anwendungen auf ShimmerEVM genutzt werden, um genaue und aktuelle Marktdaten zu erhalten, was besonders für DeFi-Anwendungen nützlich ist.
Ein weiteres bemerkenswertes Projekt ist LayerZero, das in das ShimmerEVM integriert wurde. LayerZero ist ein Protokoll zur Lösung von Interoperabilitätsproblemen zwischen verschiedenen Blockchain-Netzwerken. Durch diese Integration ermöglicht ShimmerEVM eine nahtlose Kommunikation und den Austausch von Vermögenswerten zwischen verschiedenen Blockchains, einschließlich Ethereum, Binance Smart Chain, Polygon und anderen.